# Olympische Winterspiele 2006/Teilnehmer (Zypern)
| Gelbes Symbol für Goldmedaillen mit stilisierten Olympischen Ringen | Graues Symbol für Silbermedaillen mit stilisierten Olympischen Ringen | Braundes Symbol für Bronzemedaillen mit stilisierten Olympischen Ringen |
| ------------------------------------------------------------------- | --------------------------------------------------------------------- | ----------------------------------------------------------------------- |
| —                                                                   | —                                                                     | —                                                                       |

Die Republik Zypern nahm an den Olympischen Winterspielen 2006 im italienischen Turin mit einem Athleten teil.

## Flaggenträger
Als einziger Teilnehmer trug Theodoros Christodoulou die Flagge Zyperns sowohl während der Eröffnungs- als auch bei der Schlussfeier.

## Teilnehmer nach Sportarten

### Ski alpin
| Athlet                  | Wettkampf    | Zeiten      | Zeiten      | Zeiten      | Platz |
| Athlet                  | Wettkampf    | 1. Lauf     | 2. Lauf     | total       | Platz |
| ----------------------- | ------------ | ----------- | ----------- | ----------- | ----- |
| Theodoros Christodoulou | Riesenslalom | 1:30,47 min | 1:31,56 min | 3:02,03 min | 34    |
| Theodoros Christodoulou | Slalom       | 1:05,58 min | 1:00,97 min | 2:06,55 min | 38    |